# نورهان سليمانوغلو
نورهان سليمانوغلو (بالتركية: Nurhan Süleymanoğlu)‏ (مواليد 28 فبراير 1971) هو ملاكم تركي، مثّل بلاده في الألعاب الأولمبية الصيفية في دورتي 1996 و2000.

## روابط خارجية
نورهان سليمانوغلو على موقع بوكس ريك (الإنجليزية) (registration required)
- نورهان سليمانوغلو على موقع أوليمبيديا (الإنجليزية)